# Парк Победы (Душанбе)
Парк Победы (тадж. Боғи Ғалаба) расположен в нагорной части (восточные холмы) г. Душанбе.

## Характеристика
Архитектурно-скульптурный мемориальный комплекс был сооружён в 1975 году по проекта авторского коллектива из института Душанбегипрогор (архитекторы Б. А. Зухурдинов, В. Щердинин, скульптор Д. Рябичев). Главный вход в лесопарк и к мемориалу предусмотрен со стороны улицы Дружбы Народов в виде широкой аллеи с лестницами. Для удобного сообщения и облегчения подъёма на вершину холма с мемориалом построена подвесная канатная дорога (архитектор проекта М. Исмаилов, конструктор Р. Хурсандов).

## История
Открытие парка Победы в Душанбе было приурочено к 30—летней годовщине Победы в Великой Отечественной войне 1941—1945 гг. По проекту в парке были построены площадь Скорби с вечным огнём, аллея Героев с горельефом и скульптурой Матери. У подножия лестницы в центре расположена полированная гранитная плита с надписями в честь воинов — Героев Советского Союза. Вместе с тем, предусмотренные проектом каскад бассейнов и монумент Родина—Мать так и остались не реализованными. Парк Победы является одним из любимых мест отдыха горожан. По праздникам, особенно в День Победы, на верхней террасе постоянно проводятся военные парады.

## Галерея

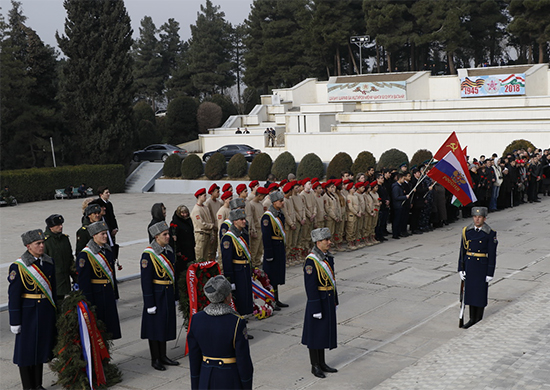
Митинг памяти, посвящённый 75-летию разгрома немецко-фашистских войск в Сталинградской битве, 2018 год
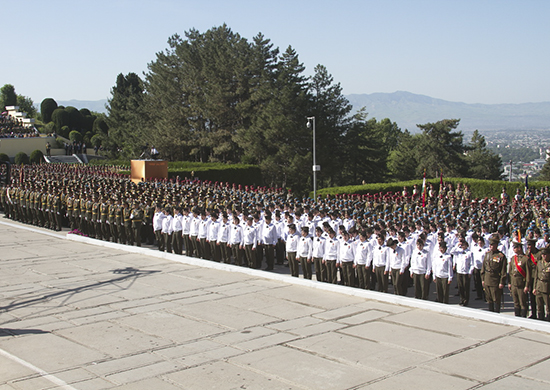
Парад в парке в 2017 году
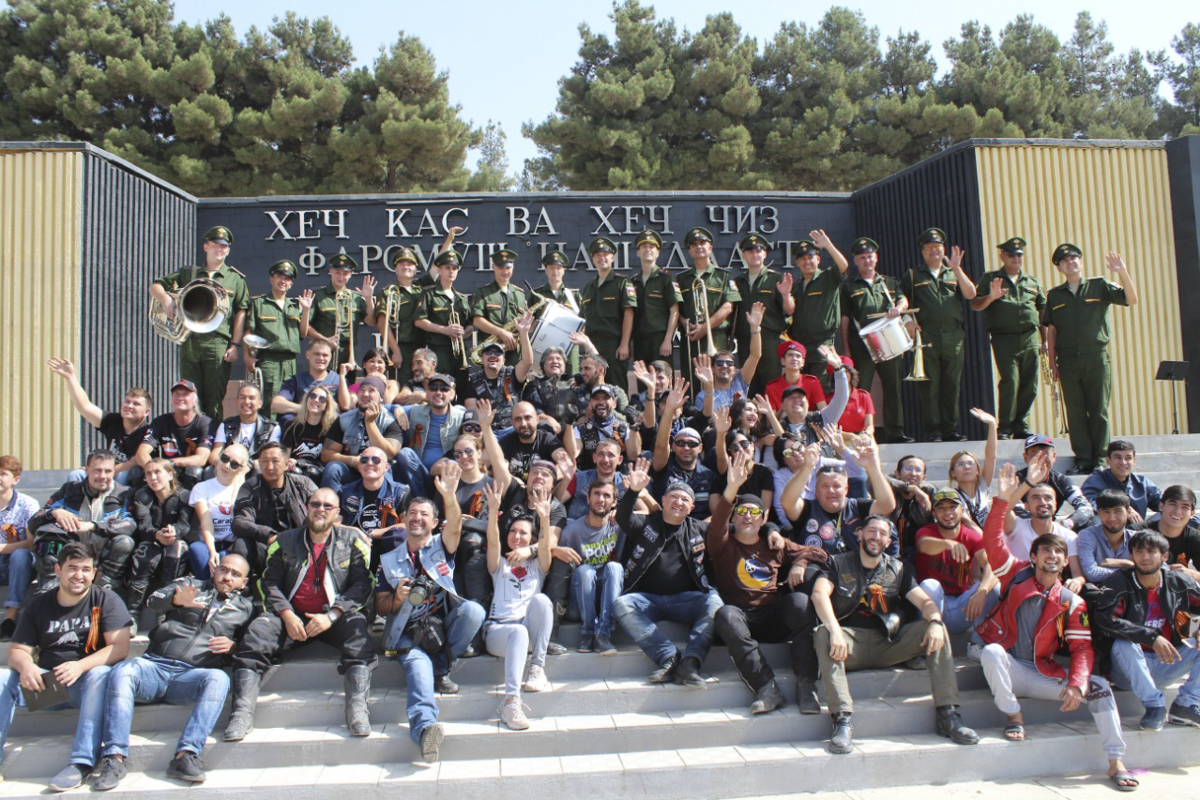
Военный оркестр 201-й российской военной базы
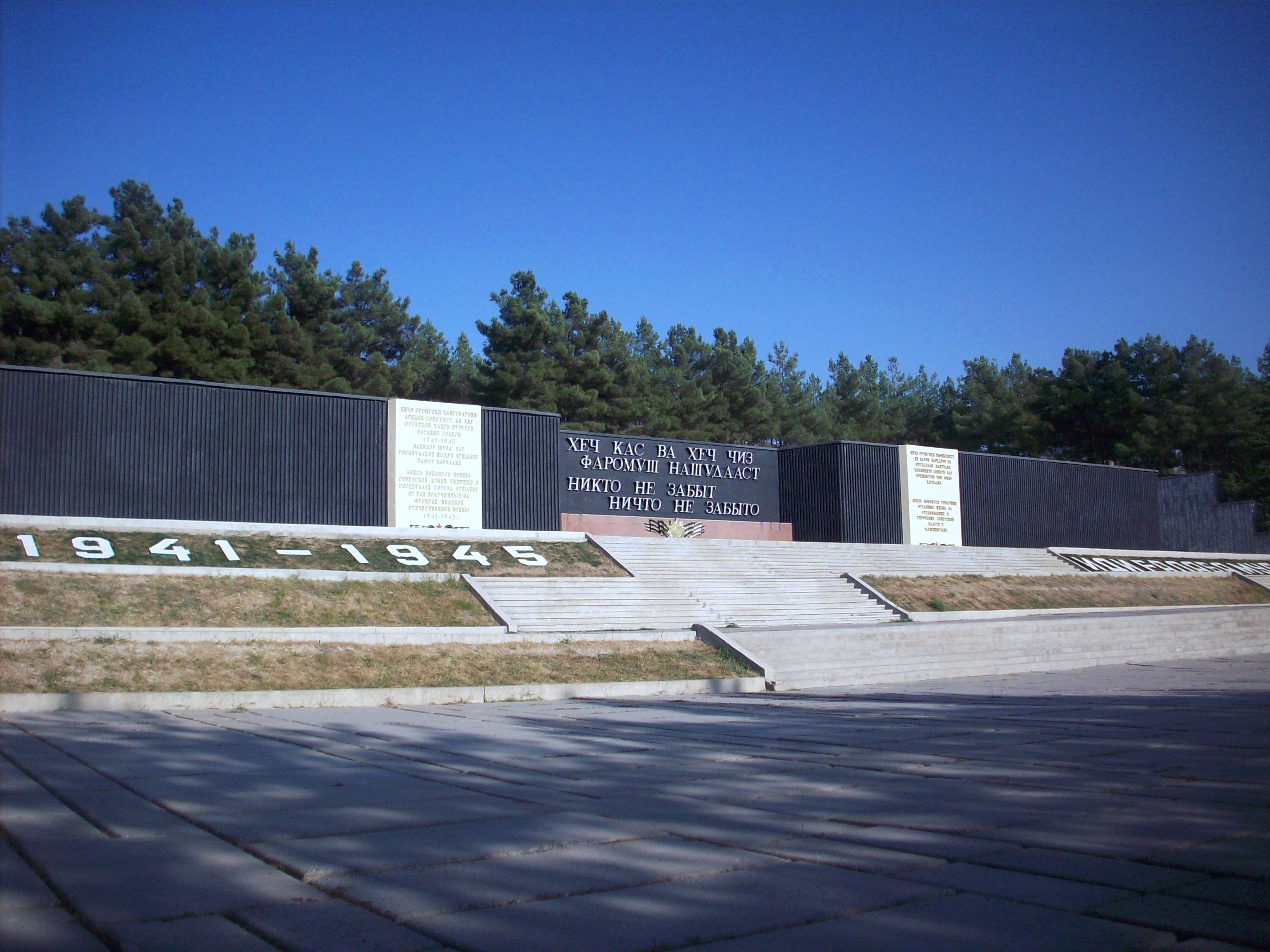
Вид на мемориал, 2009 год